# Onze-Lieve-Vrouw van Bois-Duchékapel
De Onze-Lieve-Vrouw van Bois-Duchékapel (Frans: Chapelle Notre-Dame du Bois-Duché) is een kapel in de Henegouwse plaats Elzele, gelegen aan de Rue Bruyères 50.
Deze veldkapel werd einde 18e eeuw opgericht. In de 19e eeuw werd hij geheel gepleisterd. De kapel heeft een vierkante plattegrond en is voorzien van een driezijdig afgesloten koor. Links van de kapel bevindt zich een calvarie uit de 19e eeuw.